# Strukovac
Strukovac (krvavica, stružkavica; lat. Alkanna), rod trajnica iz porodice boražinovki smješten u tribus Lithospermeae. Postoji šezdesetak vrsta koje rastu po Mediteranu, pa na istok do Irana, Kavkaza i Ukrajine.
U Hrvatskoj raste jedna vrsta, to je Alkanna tinctoria, poznata pod imenom roda kao alkana ili krvavica, i kao bojadisarski strukovac a stariji joj je naziv stružkavica sieda.

## Vrste
1. Alkanna amana Rech.f.
2. Alkanna angustifolia Sümbül
3. Alkanna areolata Boiss.
4. Alkanna attilae P.H.Davis
5. Alkanna aucheriana A.DC.
6. Alkanna auranitica Mouterde
7. Alkanna bracteosa Boiss.
8. Alkanna calliensis Heldr. ex Boiss.
9. Alkanna cappadocica Boiss. & Balansa
10. Alkanna chrysanthiana Kit Tan
11. Alkanna confusa Sam. ex Rech.f.
12. Alkanna corcyrensis Hayek
13. Alkanna cordifolia K.Koch
14. Alkanna dumanii Sümbül
15. Alkanna frigida Boiss.
16. Alkanna froedinii Rech.f.
17. Alkanna galilaea Boiss.
18. Alkanna graeca Boiss. & Spruner
19. Alkanna haussknechtii Bornm.
20. Alkanna hellenica (Boiss.) Rech.f.
21. Alkanna hirsutissima (Bertol.) A.DC.
22. Alkanna hispida Hub.-Mor.
23. Alkanna incana Boiss.
24. Alkanna × intercedens Rech.f.
25. Alkanna jordanovii St.Kozhukharov
26. Alkanna kotschyana A.DC.
27. Alkanna leiocarpa Rech.f.
28. Alkanna leptophylla Rech.f.
29. Alkanna lutea A.DC.
30. Alkanna macrophylla Boiss. & Heldr.
31. Alkanna macrosiphon Boiss. & Heldr.
32. Alkanna malatyana Senol & Yildirim
33. Alkanna maleolens Bornm.
34. Alkanna megacarpa A.DC.
35. Alkanna methanaea Hausskn.
36. Alkanna milliana Sümbül
37. Alkanna mughlae H.Duman, Güner & Cagban
38. Alkanna noneiformis Griseb.
39. Alkanna oreodoxa Hub.-Mor.
40. Alkanna orientalis (L.) Boiss.
41. Alkanna pamphylica Hub.-Mor. & Reese
42. Alkanna pelia (Halácsy) Rech.f.
43. Alkanna phrygia Bornm.
44. Alkanna pinardi Boiss.
45. Alkanna pindicola Hausskn.
46. Alkanna prasinophylla Rech.f.
47. Alkanna primuliflora Griseb.
48. Alkanna pseudotinctoria Hub.-Mor.
49. Alkanna pulmonaria Griseb.
50. Alkanna punctulata Hub.-Mor.
51. Alkanna sandwithii Rech.f.
52. Alkanna sartoriana Boiss. & Heldr.
53. Alkanna saxicola Hub.-Mor.
54. Alkanna scardica Griseb.
55. Alkanna shattuckia Post
56. Alkanna sieberi A.DC.
57. Alkanna sieheana Rech.f.
58. Alkanna stojanovii St.Kozhukharov
59. Alkanna stribrnyi Velen.
60. Alkanna strigosa Boiss. & Hohen.
61. Alkanna sumbulii Yild.
62. Alkanna tinctoria (L.) Tausch
63. Alkanna trichophila Hub.-Mor.
64. Alkanna tubulosa Boiss.
65. Alkanna verecunda Hub.-Mor.
66. Alkanna viscidula Boiss.

## Vanjske poveznice
|  | Zajednički poslužitelj ima još gradiva o temi Alkanna |
|  | Wikivrste imaju podatke o taksonu Alkanna             |